# 창백한 말
창백한 말은 다음 웹툰에서 추혜연 작가가 매주 수요일 연재하고 있는 웹툰이다.